# 랄레 안데르센
랄레 안데르센(Lale Andersen, 1905년 3월 23일 ~ 1972년 8월 29일)은 독일의 가수, 작사가, 배우이다. 1939년 랄레가 부른 "릴리 마를렌"은 제2차 세계 대전 시기 연합국과 추축국을 아우르며 전 셰게적인 인기를 구가하였다. 1961 유로비전 송 콘테스트에 독일 대표로 참가했다.